# Wilfried Schnöke
Wilfried Schnöke (Liegnitz, 20 januari 1945) is een Duits componist, dirigent en klarinettist.

## Levensloop
Schnöke kreeg zijn eerste muzieklessen aan de muziekschool in Zeitz. Van 1959 tot 1966 studeerde hij aan de Martin-Luther-Universität Halle-Wittenberg, Institut für Musikpädagogik - in Halle (Saale), hoofdvak klarinet, viool en piano. Zijn diploma behaalde hij in 1959. 
In 1964 werd hij solo klarinettist in het Standort-Musikkorps des Ministerium des Innern in Halle. Van 1969 tot 1973 studeerde hij aan de Hochschule für Musik „Hanns Eisler“ in Berlijn orkest- en koordirectie en piano. In 1973 werd hij tweede dirigent van het Standort-Musikkorps des Ministerium des Innern en in 1976 hun dirigent. In 1982 werd hij tot Musikdirektor benoemd. In 1991 werd hij dirigent van het Politieorkest van de Duitse deelstaat Saksen-Anhalt en in 1992 dirigent van het Politieorkest van de Duitse deelstaat Thüringen. In 2005 ging hij met pensioen.
Tegenwoordig is hij dirigent van verschillende koren in en om Erfurt, onder andere van de Männerchor "Cäcilia" 1880 Erfurt-Dittelstedt e.V..
Als componist schrijft hij werken voor harmonieorkest en koren.

## Composities

### Werken voor harmonieorkest
- Höhenflug
- Im Gleichschritt
- Marsch-Medley (Jetzt geht die Party richtig los...)

### Werken voor koren
- 2008 Mein Geratal, voor mannenkoor - tekst: D. Heese